# Buhocel, Bacău
Buhocel este un sat în comuna Buhoci din județul Bacău, Moldova, România.